# Rorup Sogn
Rorup Sogn er et sogn i Lejre Provsti (Roskilde Stift).
I 1800-tallet var Glim Sogn fra Sømme Herred anneks til Rorup Sogn fra Ramsø Herred. Begge herreder hørte til Roskilde Amt. Rorup-Glim sognekommune blev ved kommunalreformen i 1970 indlemmet i Lejre Kommune.
I Rorup Sogn ligger Rorup Kirke.
I sognet findes følgende autoriserede stednavne:
- Højby (bebyggelse, ejerlav)
- Højby Huse (bebyggelse)
- Rorup (bebyggelse, ejerlav)
- Åvang (bebyggelse)